# مویرا کلی
مویرا کلی (انگلیسی: Moira Kelly؛ زادهٔ ۶ مارس ۱۹۶۸) بازیگر اهل ایالات متحده آمریکا است. وی از سال ۱۹۹۱ میلادی تاکنون مشغول فعالیت بوده‌است.
از فیلم‌ها یا برنامه‌های تلویزیونی که وی در آن نقش داشته است، می‌توان به عشق وارد شد، چاپلین، توئین پیکس: با من بر آتش برو، با افتخار، اودسا کوچک، ایمنی اشیاء، قلاب ستاره‌ها را باز کنید، داستان دوروتی دی و به یاد داشته باشید اشاره کرد.